# Clematis coahuilensis
Clematis coahuilensis är en ranunkelväxtart som beskrevs av David John Keil. Clematis coahuilensis ingår i släktet klematisar, och familjen ranunkelväxter. Utöver nominatformen finns också underarten C. c. brevisepala.